# Mallos bryanti
Espèce
Mallos bryanti est une espèce d'araignées aranéomorphes de la famille des Dictynidae.

## Distribution
Cette espèce se rencontre aux États-Unis dans le Sud de l'Arizona et du Nouveau-Mexique et au Mexique au Chihuahua entre 700 et 3 000 m d'altitude,,.

## Description
Le mâle holotype mesure 3,60 mm, sa carapace mesure 2,00 mm de long sur 1,60 mm de large et son abdomen 2,65 mm de long sur 1,70 mm de large et la femelle paratype mesure 5,50 mm, sa carapace mesure 2,70 mm de long sur 1,50 mm de large et son abdomen 3,25 mm de long sur 2,20 mm de large.
Les mâles mesurent de 3,72 à 4,98 mm et les femelles de 4,32 à 5,73 mm.

## Étymologie
Cette espèce est nommée en l'honneur d'Owen Bryant.

## Publication originale
- Gertsch, 1946 : Notes on American spiders of the family Dictynidae. American Museum novitates, no 1319, p. 1-21 (texte intégral).